# Plagiothecium orthocladium
Plagiothecium orthocladium là một loài rêu trong họ Plagiotheciaceae. Loài này được Schimp. mô tả khoa học đầu tiên năm 1851.